# SN 2004bf
SN 2004bf – supernowa typu Ic odkryta 7 kwietnia 2004 roku w galaktyce UGC 8739. W momencie odkrycia miała maksymalną jasność 17,50m.